# Clarence Acuña
Clarence Williams Acuña Donoso, född 8 februari 1975 i Rancagua, är en chilensk före detta fotbollsspelare.

## Chilenska ligan
Clarence Acuña startade karriären i den chilenska klubben O'Higgins, där han började 1994 vid nitton års ålder. Han spelade i klubben till 1996 och gjorde där åtta mål i åttioen matcher.
Han fick upp ögonen för den professionella klubben CF Universidad de Chile. De skrev kontrakt med honom, och han spelade nittio matcher med dem mellan 1997 och 1999, där han återigen gjorde åtta mål. Hans matcher i Copa Banco Estado gjorde att landslaget fick spela sin första internationella match 1995.